# Lista de aviões (E-H)
Lista de aviões: Pré-1914 | A-B | C-D | E-H | I-M | N-S | T-Z
Índice: E - F - G - H

## E

### EADS
- EADS Mako/High Energy Advanced Trainer
- EADS Phoenix

### Eberhart
- Eberhart FG
- Eberhart F2G

### Eclipse
- Eclipse 500

### EH Industries
- EH Industries EH 101

### EMBRAER
Ver também: AMX International
- EMB-110 Bandeirante
- EMB-111 Bandeirulha
- EMB-120 Brasília
- EMB-121 Xingu
- EMB-123 Vector
- EMB-145 AEW&C
- EMB-145 MP/ASW
- EMB-145 RS/AGS
- ERJ 170-100
- ERJ 170-200
- ERJ 190-100
- ERJ 190-200
- EMB-200 Ipanema
- EMB-312 Tucano
- EMB-314 Super Tucano
- EMB-326 Xavante
- EMB-330
- EMB-400 Urupema
- EMBRAER EMB-710 Carioca
- EMB-711 Corisco
- EMB-711 ST Corisco Turbo
- EMB-720 Minuano
- EMB-721 Sertanejo
- EMB-810 Seneca
- EMB-820 Navajo
- ERJ-135
- ERJ-140
- ERJ-145
- Legacy 450
- Legacy 500
- Embraer Legacy 600
- Legacy 650
- Lineage 1000
- Phenom 100
- Phenom 300
- KC-390

### ENAER
- ENAER Pantera
- Enaer T-35 Pillan
- Enaer Eaglet
- Enaer T-36 Halcón

### English Electric
- English Electric Canberra
- English Electric Lightning

### Enstrom
- Enstrom F-28
- Enstrom F-280
- Enstrom F-480

### Erco
- Erco Ercoupe

### Etrich
- Etrich Taube

### Euler
(Euler-Werke)
- Euler D.I

### Eurocopter
- Eurocopter BO 105
- Eurocopter Colibri
- Eurocopter Dauphin
- Eurocopter EC-5
- Eurocopter EC-13
- Eurocopter EC-135
- Eurocopter EC-145
- Eurocopter EC-155
- Eurocopter EC-635
- Eurocopter Ecureuil
- Eurocopter HH-65 Dolphin
- Eurocopter Panther
- Eurocopter Super Puma
- Eurocopter Tiger
- Eurocopter Twin Squirrel
- Eurocopter/Kawasaki BK 117

### Eurofighter
- Eurofighter Typhoon

### EWR
(Entwicklungsring Süd)
- EWR VJ 101

### Extra (avião)
- Extra 200
- Extra 230
- Extra 300
- Extra EA400
- Extra EA500

## F

### Fairchild
- Fairchild (Swearingen) Merlin
- Fairchild 51
- Fairchild 71
- Fairchild 228
- Fairchild 328
- Fairchild 328JET
- Fairchild 428JET
- Fairchild AC-119 Shadow/Stinger
- Fairchild AC-123 Provider
- Fairchild Argus
- Fairchild AT-21 Gunner
- Fairchild C-8
- Fairchild C-24 Yic
- Fairchild C-26 Metroliner
- Fairchild C-61 Forwarder
- Fairchild C-82 Packet
- Fairchild C-86 Forwarder
- Fairchild C-88
- Fairchild C-96
- Fairchild C-119 Flying Boxcar
- Fairchild C-120 Packplane
- Fairchild C-122
- Fairchild C-123 Provider
- Fairchild C-128 Flying Boxcar
- Fairchild C-138
- Fairchild CC-119 Flying Boxcar
- Fairchild Cornell
- Fairchild Metro
- Fairchild FC-2L Razorback
- Fairchild KR-34
- Fairchild PT-19
- Fairchild Super 71
- Fairchild Dornier 728
- Fairchild Republic A-10 Thunderbolt II
- Fairchild Republic T-46

### Fairey
- Fairey Albacore
- Fairey Barracuda
- Fairey Battle
- Fairey Campania
- Fairey CT-111 Firefly
- Fairey Fantome
- Fairey Fawn
- Fairey FD-1
- Fairey FD-2
- Fairey Feroce
- Fairey Firefly
- Fairey Flycatcher
- Fairey Fox
- Fairey Fulmar
- Fairey Gannet
- Fairey Gordon
- Fairey II
- Fairey III
- Fairey Hendon
- Fairey Kangourou
- Fairey Seafox
- Fairey Seal
- Fairey Spearfish
- Fairey Swordfish

### Farman
- Farman F.222
- Farman F40
- Farman Longhorn
- Farman NC 223
- Farman NC 470

### Felixstowe
- Felixstowe F2
- Felixstowe F3
- Felixstowe F5

### FFA
- FFA AS-202 Bravo

### Kungliga Flygförvaltningens Flygverkstad i Stockholm (FFVS)
- FFVS J 22

### Fauvel
- AV-1, AV-2, AV-3
- AV-17
- AV-36 361
- AV-45 451
- AV-46
- AV-48
- AV-22
- AV-221
- AV-222

### Fiat
(Fiat Aviazione)
- Fiat CR.32
- Fiat CR.42
- Fiat G.12
- Fiat G.50 Freccia
- Fiat G.55 Centauro (Zentaur)
- Fiat G.56
- Fiat G.91

### Fieseler
- Fieseler Fi 2
- Fieseler Fi 5
- Fieseler Fi 97
- Fieseler Fi 98
- Fieseler Fi 156 Storch
- Fieseler Fi 167

### Fisher
- Fisher P-75 Eagle

### Fleet
- Fleet Fawn
- Fleet Finch
- Fleet Fort
- Fleet Freighter

### Flettner
- Flettner Fl 184
- Flettner Fl 185
- Flettner Fl 265
- Flettner Fl 282 Kolibri
- Flettner Fl 339

### Focke-Achgelis
- Focke-Achgelis FA 223 Drache
- Focke-Achgelis FA 266 Hornisse
- Focke-Achgelis FA 330
- Focke-Achgelis FA 336

### Focke-Wulf
- Focke-Wulf A 16
- Focke-Wulf A 17
- Focke-Wulf A 19
- Focke-Wulf A 38
- Focke-Wulf A 43
- Focke-Wulf Fw 44 Stieglitz
- Focke-Wulf Fw 56 Stösser
- Focke-Wulf Fw 57
- Focke-Wulf Fw 58 Weihe
- Focke-Wulf Fw 61
- Focke-Wulf Fw 62
- Focke-Wulf Ta 152
- Focke-Wulf Ta 154
- Focke-Wulf Fw 159
- Focke-Wulf Ta 183
- Focke-Wulf Fw 186
- Focke-Wulf Fw 187 Falke
- Focke-Wulf Fw 189 Uhu
- Focke-Wulf Fw 190 Würger
- Focke-Wulf Fw 200 Condor
- Focke-Wulf Fw 300
- Focke-Wolf Fw 400

### Fokker
- Fokker 50
- Fokker 70
- Fokker 100
- Fokker XB-8
- Fokker C-2
- Fokker C-5
- Fokker C-7
- Fokker C-14
- Fokker C-15
- Fokker C-16
- Fokker C-20
- Fokker C-31 Troopship
- Fokker D.I
- Fokker D.II
- Fokker D.III
- Fokker D.IV
- Fokker D.V
- Fokker D.VI
- Fokker D.VII
- Fokker D.VIII
- Fokker Dr.I
- Fokker E.I
- Fokker E.III
- Fokker E.IV
- Fokker E.V
- Fokker F.XXII
- Fokker F-27 Friendship
- Fokker F-28 Fellowship
- Fokker F100
- Fokker F-227
- Fokker Instructor
- Fokker M.5
- Fokker Super Universal
- Fokker T.VIII
- Fokker XA-7
- Fokker-VAK 191
- Fokker-VFW 614

### Folland
- Folland 43/47
- Folland Fo.139 Midge
- Folland Gnat

### Ford
- Ford C-3
- Ford C-4
- Ford C-9
- Ford Trimotor

### Fornaire Aircraft Co.
- Forney Aircoupe

### Foster Wikner
- Foster Wikner Warferry
- Foster Wikner Wicko

### Fouga
- Fouga Magister

### Fuji
- Fuji FA200-160 Aero Subaru
- Fuji FA200-180 Aero Subaru
- Fuji FA200-180AO Aero Subaru
- Fuji LM-1
- Fuji T-1 Hatsutaka

## G

### GAF
- GAF Nomad

### Gates
- Gates C-21 Learjet

### General Aircraft
- General Aircraft GA42 Cygnet
- General Aircraft GAL 38
- General Aircraft Hotspur

### General Atomics
- General Atomics ALTUS
- General Atomics Avenger
- General Atomics GNAT 750
- General Atomics RQ-1 Predator
- General Atomics MQ-1C Grey Eagle
- General Atomics MQ-9 Reaper

### General Dynamics
- General Dynamics F-16 Fighting Falcon
- General Dynamics F-111 Aardvark

### General Motors
- General Motors FM Wildcat
- General Motors F2M Wildcat
- General Motors F3M Bearcat
- General Motors TBM Avenger

### Gippsland
(Gippsland Aeronautics)
- Gippsland GA-8 Airvan
- Gippsland GA-200 Fatman

### Globe Aircraft Company
- Globe Swift

### Gloster
- Gloster E.28/39
- Gloster Gamecock
- Gloster Gauntlet
- Gloster Gladiator
- Gloster Grebe
- Gloster Javelin
- Gloster Meteor
- Gloster Sea Gladiator

### Goodyear
(Goodyear Aerospace, subsidiária da Goodyear)
- Goodyear FG Corsair
- Goodyear F2G
- Goodyear Inflatoplane

### Göppingen
- Göppingen Gö 1
- Göppingen Gö 3
- Göppingen Gö 9

### Gordou Leseurre
- Gordou Leseurre GL-810

### Gotha
- Gotha G.I
- Gotha G.V
- Gotha Go 145
- Gotha Go 146
- Gotha Go 147
- Gotha Go 229
- Gotha Go 242
- Gotha Go 244
- Gotha Go 345
- Gotha Ka 430

### Granville Brothers Aircraft
- Gee Bee Model A
- Gee Bee Sportster
- Gee Bee Senior Sportster
- Gee Bee Super Sportster
- Gee Bee R-1
- Gee Bee R-2
- Gee Bee Model Z

### Grasshopper
- Grasshopper Primary Glider

### Grays Harbor Airways
- Grays Harbor Activian

### Great Lakes
- Great Lakes BG
- Great Lakes B2G

### Grob
- Grob Egrett
- Grob G 115
- Grob GF 200
- Grob Tutor

### Grumman
- Grumman A-6 Intruder
- Grumman AF Guardian
- Grumman Ag-Cat
- Grumman Albatross
- Grumman C-1 Trader
- Grumman C-2 Greyhound
- Grumman C-103
- Grumman CSR-110 Albatross
- Grumman E-1 Tracer
- Grumman E-2 Hawkeye
- Grumman E-2 Hawkeye
- Grumman EA-6 Prowler
- Grumman F-11 Tiger
- Grumman F-14 Tomcat
- Grumman FF Fifi
- Grumman F2F
- Grumman F3F
- Grumman F4F Wildcat
- Grumman F6F Hellcat
- Grumman F6F Hellcat
- Grumman F7F Tigercat
- Grumman F8F Bearcat
- Grumman F12F
- Grumman F-9 Cougar
- Grumman F9F Cougar
- Grumman F9F Panther
- Grumman G-21 Goose
- Grumman Goblin
- Grumman Goose
- Grumman Gulfstream I
- Grumman Gulfstream II
- Grumman Gulfstream III
- Grumman Gulfstream IV
- Grumman HU-16 Albatross
- Grumman J2F Duck
- Grumman JF Duck
- Grumman Mallard
- Grumman OV-1 Mohawk
- Grumman S-2 Tracker
- Grumman TBF Avenger
- Grumman TB2F
- Grumman Widgeon
- Grumman X-29
- Grumman XF5F Skyrocket
- Grumman XF10F Jaguar
- Grumman XP-50
- Grumman XP-50
- Grumman XP-65
- Grumman XP-65
- Grumman American AA-1
- Grumman American AA-5

### Gulfstream
- Gulfstream C-4 Academe - Gulfstream
- Gulfstream C-11 Gulfstream II
- Gulfstream C-20 Gulfstream III
- Gulfstream C-37 Gulfstream V
- Gulfstream Aerospace Gulfstream IV
- Gulfstream Aerospace Gulfstream V
- Gulfstream Aerospace Jetprop
- Gulfstream Aerospace Turbo Commander
- Gulfstream G100
- Gulfstream G200

## H

### Halberstadt
(Halberstädter Flugzeug-Werke G.m.b.H.)
- Halberstadt D.II

### Hall Aluminium
- Hall Aluminium FH

### Hamble
- Hamble Baby

### Hamilton
- Hamilton C-89

### Handley Page
- Handley Page 42
- Handley Page Clive
- Handley Page Hadrian
- Handley Page Halifax
- Handley Page Hampden
- Handley Page Hannibal
- Handley Page Harrow
- Handley Page Hastings
- Handley Page Hendon
- Handley Page Herald
- Handley Page Hereford
- Handley Page Hermes
- Handley Page Heyford
- Handley Page Hinaidi
- Handley Page HP.88
- Handley Page Hyderabad
- Handley Page Jetstream
- Handley Page Marathon
- Handley Page O/100
- Handley Page O/400
- Handley Page V/1500
- Handley Page Victor
- Handley Page W.8

### Hannover
(Hannoversche Waggonfabrik)
- Hannover CL.II
- Hannover CL.III

### Hanriot
- Hanriot H.16
- Hanriot H.185
- Hanriot H.232
- Hanriot H.436

### Hansa-Brandenburg
- Hansa-Brandenburg B.I
- Hansa-Brandenburg C.I
- Hansa-Brandenburg C.II
- Hansa-Brandenburg D.I

### Harbin
- Z-5 (Mil Mi-4)
- H-5 (IIyushin II-28)
- Harbin Y-11
- Harbin Y-12

### Harlow
- Harlow C-80

### Hawker
- Hawker Audax
- Hawker Demon
- Hawker Fury
- Hawker Hardy
- Hawker Hart
- Hawker Hector
- Hawker Henley
- Hawker Hind
- Hawker Horizon
- Hawker Horsley
- Hawker Hunter
- Hawker Hurricane
- Hawker Kestrel
- Hawker Nimrod
- Hawker Osprey
- Hawker Sea Fury
- Hawker Sea Hawk
- Hawker Sea Hurricane
- Hawker Tempest
- Hawker Tomtit
- Hawker Typhoon
- Hawker Woodcock
- Hawker Siddeley 748
- Hawker Siddeley Andover
- Hawker Siddeley Dominie
- Hawker-Siddeley Harrier
- Hawker Siddeley HS.125
- Hawker Siddeley HS.748
- Hawker Siddeley Sea Harrier
- Hawker-Siddeley Trident
- Hawker 200
- Hawker 400
- Hawker 400XP
- Hawker 750
- Hawker 750XP
- Hawker 800
- Hawker 800XP
- Hawker 850
- Hawker 850XP
- Hawker 900
- Hawker 900XP
- Hawker 950
- Hawker 950XP
- Hawker 1000
- Hawker 4000

### Heinkel
- Heinkel He 37
- Heinkel He 38
- Heinkel He 43
- Heinkel He 45
- Heinkel He 46
- Heinkel He 49
- Heinkel He 50
- Heinkel He 51
- Heinkel He 59
- Heinkel He 60
- Heinkel He 70
- Heinkel He 72
- Heinkel He 74
- Heinkel He 100
- Heinkel He 111
- Heinkel He 112
- Heinkel He 113
- Heinkel He 114
- Heinkel He 115
- Heinkel He 116
- Henschel Hs 129
- Heinkel He 162 Volksjäger
- Heinkel He 172
- Heinkel He 176
- Heinkel He 177 Greife
- Heinkel He 178
- Heinkel He 219 Uhu
- Heinkel He 274
- Heinkel He 277
- Heinkel He 280
- Heinkel He 343

### Helio
(Helio Aircraft Company)
- Helio Courier

### Heliopolis
- Heliopolis Gomhouria

### Henry Farman
- Henry Farman Biplane
- Henry Farman F20
- Henry Farman F27
- Henry Farman III

### Henschel
- Henschel Hs 121
- Henschel Hs 123
- Henschel Hs 124
- Henschel Hs 125
- Henschel Hs 126
- Henschel Hs 127
- Henschel Hs 129
- Henschel Hs 130
- Henschel Hs 132

### HFB
- HFB Hansajet

### Hiller
(Hiller Industries, Berkeley CA.)
- Hiller 360
- Hiller CH-112 Nomad
- Hiller HTE-2
- Hiller UH-12
- Hiller X-18

### Hindustan
- Hindustan Dhruv (aka Advanced Light Helicopter)
- Hindustan Marut
- Hindustan Tejas (aka Light Combat Aircraft)
- HAL HJT-36

### Holcomb
- Holcomb Perigee

### Honda
(Honda Motor Co)
- Honda HA-420 HondaJet

### Hongdu
- Hongdu JL-8

### Howard
- Howard C-70 Nightingale

### Huff-Daland
- Huff-Daland XB-1
- Huff-Daland XHB-1

### Hughes
- Hughes 500
- Hughes A-37
- Hughes AH-64 Apache
- Hughes H-1
- Hughes H-6
- Hughes OH-6 Cayuse
- Hughes Spruce Goose
- Hughes XF-11
- Hughes XP-73
- Hughes H-4 Hercules

### Hunting Percival
- Hunting Percival Jet Provost
- Hunting Percival Pembroke

Lista de aviões: Pré-1914 | A-B | C-D | E-H | I-M | N-S | T-Z
E - F - H - G